# Округ (Чиово)
Округ је општина у Сплитско-далматинској жупанији, на острву Чиову, Република Хрватска.

## Историја
До територијалне реорганизације у Хрватској налазила се у саставу старе општине Трогир. Седиште општине је у насељу Округ Горњи.

## Становништво
На попису становништва 2011. године, општина Округ је имала 3.349 становника, од чега у Округу Горњем 3.081.
| Број становника по пописима | Број становника по пописима | Број становника по пописима | Број становника по пописима | Број становника по пописима | Број становника по пописима | Број становника по пописима | Број становника по пописима | Број становника по пописима | Број становника по пописима | Број становника по пописима | Број становника по пописима | Број становника по пописима | Број становника по пописима | Број становника по пописима | Број становника по пописима |
| --------------------------- | --------------------------- | --------------------------- | --------------------------- | --------------------------- | --------------------------- | --------------------------- | --------------------------- | --------------------------- | --------------------------- | --------------------------- | --------------------------- | --------------------------- | --------------------------- | --------------------------- | --------------------------- |
| 1857                        | 1869                        | 1880                        | 1890                        | 1900                        | 1910                        | 1921                        | 1931                        | 1948                        | 1953                        | 1961                        | 1971                        | 1981                        | 1991                        | 2001                        | 2011                        |
| 289                         | 345                         | 384                         | 548                         | 683                         | 784                         | 865                         | 960                         | 975                         | 1.030                       | 1.104                       | 1.015                       | 1.141                       | 1.640                       | 2.980                       | 3.349                       |

Напомена: Настала из старе општине Трогир.